# Алексеев, Евгений Алексеевич
Евге́ний Алексе́евич Алексе́ев (17 февраля 1920, Москва — 5 ноября 1987, там же) — советский оператор и режиссёр игрового и неигрового кино, фронтовой кинооператор в годы Великой Отечественной войны. Заслуженный работник культуры РСФСР (1986).

## Биография
Родился в Москве в рабочей семье. В 1939 году работал на Московском заводе имени Владимира Ильича.
С 1940 года — на Центральной студии кинохроники. Вместе со старшим братом Александром учился на операторском факультете ВГИКа, в мастерской Б. И. Волчека, но из-за войны доучиваться пришлось в Алма-Ате, куда был эвакуирован институт. С декабря 1941 года также работал ассистентом оператора на ЦОКС. После окончания института в 1942 году был призван в Красную армию в звании старший техник-лейтенант.
Тов. Алексеев снял прорыв нашими частями передней линии обороны противника, уличные бои в самом городе, штурм королевского замка и капитуляцию войск противника. Все произведённые инженер-капитаном Алексеевым киносъёмки приняты с отличной оценкой и вошли в фильм «Падение Кёнигсберга».
С июля 1942 года работал в киногруппе Калининского, с ноября 1943 года — в киногруппе 1-го Прибалтийского и с января 1945 года — 1-го Белорусского фронтов, на всём протяжении войны снимал в паре с братом, монтажные листы совместных съёмок они подписывали «Братья Алексеевы». Они вдвоём попали в самую передовую группу фронтовых операторов, о них говорили как о «сильной творческой паре, обладающей высокой профессиональной культурой»:
Братья Алексеевы умели работать в самой сложной обстановке и одновременно решали трудные художественные задачи. О них можно сказать, что это были военные корреспонденты, воспринимавшие свою задачу, как задачу, лежащую в области искусства.Ст. редактор Попов, РГАЛИ. Ф. 2944. Оп. 28. Д. 40. Л. 47 об.
И в дальнейшем они старались работать вместе, с июля 1945 года — операторами на «Мосфильме», с июля 1947 по март 1953 года — операторами-режиссёрами на студии «Моснаучфильм». С 1953 года — режиссёрами на «Мосфильме», где преимущественно занимались дубляжем (в послужном списке Е. Алексеева более 150 зарубежных фильмов).
Кроме фильмов, Е. Алексеев автор сюжетов для кинолетописи и кинопериодики: «Новости дня», «Союзкиножурнал».
Член ВЛКСМ в 1937—1945 годах, членСоюза кинематографистов СССР с 1957 года.

### Семья
- Старший брат — Александр Алексеевич Алексеев (1917—1990), оператор и режиссёр кино[9].

## Фильмография
Оператор
- 1943 — Комсомольцы (в соавторстве)
- 1944 — Битва за Прибалтику (не выпущен на экран; в соавторстве)[10][11]
- 1944 — Восьмой удар (в соавторстве)
- 1944 — Сражение за Витебск (Фронтовой спецвыпуск № 1) (в соавторстве)
- 1945 — Освобождение Советской Белоруссии (в соавторстве)
- 1945 — Берлин (в соавторстве)
- 1945 — Кёнигсберг (Фронтовой спецвыпуск № 6) (в соавторстве)
- 1945 — Подписание декларации о поражении Германии по взятии на себя Верховной власти правительствами 4-х союзных держав (спецвыпуск) (совместно с А. Алексеевым, И. Аронсом, Л. Мазрухо, Е. Мухиным, И. Пановым)
- 1947 — Остров морского котика (совместно с А. Алексеевым)
- 1947 — По Сахалину (совместно с А. Алексеевым)
- 1948 — В лесах Мещеры (совместно с А. Алексеевым)[12]
- 1949 — 1 Мая 1949 года (в соавторстве)
- 1949 — Повесть об охоте (совместно с А. Алексеевым)
- 1949 — Эльбрус (совместно с А. Алексеевым)
- 1958 — Пламенные годы (совместно с А. Алексеевым)

Режиссёр
- 1947 — Остров морского котика (совместно с А. Алексеевым)
- 1947 — По Сахалину (совместно с А. Алексеевым)
- 1948 — В лесах Мещеры (совместно с А. Алексеевым)
- 1949 — Повесть об охоте (совместно с А. Алексеевым)
- 1949 — Эльбрус (совместно с А. Алексеевым)
- 1954 — Опасные тропы (совместно с А. Алексеевым)
- 1958 — Пламенные годы (совместно с А. Алексеевым)

## Награды и звания
- орден Красной Звезды (16 ноября 1943)[4];
- орден Отечественной войны II степени (2 декабря 1944)[13];
- орден Отечественной войны I степени (16 мая 1945)[5];
- медаль «За оборону Москвы» (1945)[14];
- медаль «За взятие Кёнигсберга» (1945)[14];
- медаль «За взятие Берлина» (1945)[15];
- медаль «За победу над Германией в Великой Отечественной войне 1941—1945 гг.» (1945)[14];
- медаль «За трудовое отличие» (6 марта 1950) — за выдающиеся заслуги в развитии советской кинематографии, в связи с 30-летием[16];
- 8 медалей СССР[3];
- заслуженный работник культуры РСФСР (1986)[15].

## Комментарии
1. ↑  В биофильмографическом справочнике А. С. Дерябина «Создатели фронтовой кинолетописи» (2016) начало пребывания в киногруппе 1-го Прибалтийского фронта — с ноября 1944 года ошибочно[3].